# Ковалко Михайло Петрович
Ковалко Михайло Петрович (нар. 24 вересня 1944 с. Лівчиці, Городоцького району, Львівської області — пом. 24 травня 2012, Київ) — народний депутат України II й III скликань, доктор технічних наук, віцепрезидент Української нафтогазової академії), член спостережної ради НАК «Нафтогаз України», професор КПІ.

## Біографія
Ковалко Михайло народився 24 вересня 1944 року в с. Лівчиці Городоцького району на Львівщині в багатодітній селянській родині Петра Павловича (1925–1966) — механізатора, бригадира тракторної бриґади колгоспу, та Марії Петрівни (1923) — колгоспниці.

### Освіта
Після закінчення семирічки професійну освіту здобув у Дрогобицький нафтовий технікум (1962).
Закінчив Івано-Франківський інститут нафти і газу, нафтогазопромисловий факультет (1967⁣–⁣1972). Працюючи на посаді першого заступника генерального директора всесоюзного об'єднання «Укргазпром», паралельно навчається в Академії народного господарства при Раді Міністрів СРСР, яку закінчує у 1990 році.

### Кар'єра
З 1962 року — оператор, технік-лаборант, технік-геолог Шебелинського газопромислового управління.
1963–1966 роки — служба в Збройних Силах СРСР.
Працював оператором у Стрийському газопромисловому управлінні (1967-1972).
З 1972 по 1977 роки — оператор, заступник начальника Шебелинське газопромислового управління. У 1977-1987 роках — головний інженер, начальник Полтавського газопромислового управління. 
У 1987 році — головний інженер, а у 1988 році Михайло Ковалко призначається на посаду першого заступника генерального директора всесоюзного об'єднання «Укргазпром». 
Листопад 1992 — грудень 1994 — Голова Державного комітету України з нафти і газу.
Народний депутат України 2 скликання з квітня 1994 року (2-й тур), Гадяцький виборчий округ № 325. Член Комітету з питань паливно-енергетичного комплексу, транспорту і зв'язку. Член депутатської групи «Конституційний центр».
Був головою Державного комітету України з енергозбереження у липні 1996 — травні 1997.
Член Політради НДП лютий 1996 — грудень 2002.
Голова Державного комітету нафтової, газової та нафтопереробної промисловості України у 1997–1998 роках.
Народний депутат України 3 скликання, березень 1998–квітень 2002, виборчий округ № 65 (Житомирська область: м. Бердичів та Бердичівський район, Андрушівський район, Попільнянський район та Ружинський райони)., від блоку політичних партій «За єдину Україну!». У парламенті Михайло Ковалко з 1998 по 2000 рік очолював Комітет з питань паливно-енергетичного комплексу, ядерної політики та ядерної безпеки.
Президент Української нафтогазової академії з березня 2000 року.
Голова спостережної ради НАК Нафтогаз України 2000–2003 роках.
Рішенням виконавчого комітету Бердичівської міської ради від 18 травня 2000 року № 291 Ковалку Михайлу Петровичу надано звання «Почесний громадянин міста Бердичева».
Михайло Ковалко створив Державний комітет нафти і газу, співавтор закону України «Про нафту і газ», Комплексної державної програми з енергозбереження і Національної програми «Нафта і газ України до 2010 року».
Михайло Ковалко є автором проекту першого в Україні гендерного закону, який пройшов експертну оцінку Європейського союзу, присвяченого проблемам соціальної рівності чоловіків і жінок у всіх життєвих сферах. За його ініціативи була створена Міжнародна «Школа Рівних Можливостей» яка успішно діє вже 15 років і готує спеціалістів з гендерної політики.
Заснував Житомирську коаліцію із запобігання і подолання насильства, з метою координації зусиль громадських організацій і державних органів, спрямованих на вироблення та відпрацювання реальних механізмів запобігання насильства в усіх його проявах і застосування цих механізмів на практиці, на розробку та впровадження системного підходу до розв'язання цієї проблеми.
Очолював започаткований ним Міжнародний фонд розвитку інтелектуальних та природних ресурсів, що підтримує ряд комплексних програм і проектів, розгорнутих по всій Україні — економічних, правових, культурних тощо.
Михайло Ковалко автор понад 60 публікацій в наукових журналах, спеціальних монографій та редактор і автор численних наукових досліджень, книг із проблем енергозбереження, становлення паливно-енергетичного комплексу України. У 1983 році захистив кандидатську, а у 1999 році — докторську дисертації.

## Сім'я
Дружина Ковалко Таїсія Веніамінівна (1950) — вчитель, перекладач «ВНІПІТРАНСГАЗ».
Син Ковалко Олександр Михайлович (1970) — гірничий інженер, юрист, заступник голови правління ВАТ «Нафтогаз України».
Дочка Ковалко Катерина Михайлівна (1975) — економіст, менеджер компанії PricewaterhouseCoopers (PwC)

## Творчість
Крім наукової та педагогічної праці Михайло Ковалко має ще одне уподобання — поезію. Ним видано декілька поетичних збірок. Свою синівську любов до України Михайло Петрович висловив у вірші «Україна», який став чудовою піснею у виконанні народного артиста України Дмитра Гнатюка:
|  | Будь щасливою, стань багатою, І весь світ тебе величатиме. Я всі сили віддам, все для тебе зроблю, Бо я ніжно тебе люблю! |

## Пам'ять

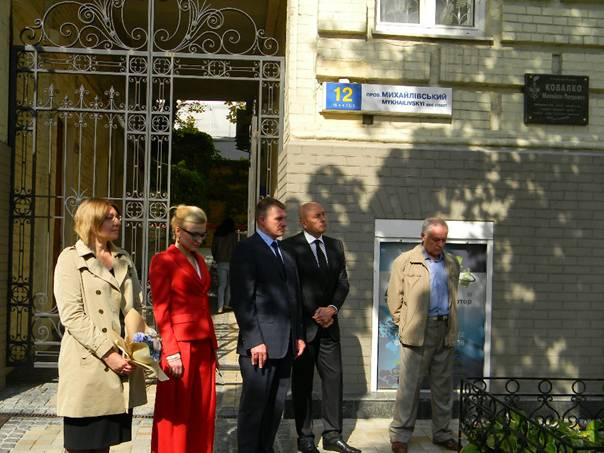
Пам'ять про Михайла Ковалка вшанували відкриттям меморіальної дошки в Києві.

20 грудня 2013 року, біля входу в головний корпус ІФНТУНГ була урочисто відкрита пам'ятна дошка на честь Михайла Ковалка.

## Звання
- Державний службовець 1-го рангу (1994)
- Доктор технічних наук
- Заслужений працівник промисловості України (1994)
- Заслужений винахідник СРСР (1989)
- Заслужений винахідник України
- почесний професор Івано-Франківського державного технічного університету нафти і газу
- професор КПІ
- віцепрезидент Української нафтогазової академії
- Почесна грамота КМ України (2004)
- лауреат Державної премії України з науки і техніки (1999)
- дипломант міжнародної премії ім. Академіка Губкіна
- член Академії гірничих наук
- член Української нафтогазової академії
- автор 35 винаходів і понад 90 друкованих праць у сфері нафти і газу

## Нагороди
- Орден Святого Станіслава II ступеня з врученням йому Командорського Хреста із Зіркою[8]
- Орден «За заслуги», III (1999), II (2004), I (2009) ступенів
- Медаль «За трудову доблесть»
- Медаль «Двадцять років Перемоги над фашистською Німеччиною»

## Творчий доробок
Ковалко М.П. Дивлюсь на світ безмежний = Дивлюсь на світ безмежний / Михайло Ковалко. — Київ : Криниця, 2001. — 96с с. — (Поетичні сторінки) — ISBN 966-7575-31-4.